# A Great Big Sled
A Great Big Sled este al optulea single al trupei de rock alternativ The Killers. A fost înregistrat în noiembrie 2006 drept single de Crăciun, cu producătorul Alan Moulder. Soția lui Moulder, Toni Halliday (fosta solistă a formației Curve), asigură backing-ul vocal pe această piesă.
Cântecul a fost lansat pe iTunes pe 5 decembrie 2006 și s-a clasat pe locul 11 în Marea Britanie și pe 54 în Statele Unite ale Americii.
Toate încasările obținute de pe urma acestui cântec au mers la campania anti-SIDA susținută de solistul trupei U2, Bono.

## Lista melodiilor
1. „A Great Big Sled” - 4:29

## Despre videoclip
Videoclipul îi prezintă pe membrii formației în studio, înregistrând cântecul. În paralel, apar secvențe cu ei îmbrăcați în spiriduși, sau cu tichii de Moș Crăciun pe cap, și la un moment dat cu toții se află la o masă împodobită sărbătorește. Secvențele nu par a fi regizate. La sfârșit, camera se centrează pe un bilețel pe care scrie Merry Christmas! The Killers (Crăciun fericit! The Killers).

## Poziții în topuri
- 11 (UK Official Download Chart)
- 54 (Billboard Hot 100)